# Kvantumkémia
A kvantumkémia olyan ága a kémiának, amely a kvantummechanika törvényeit alkalmazza a kémiai problémák megoldásához. Legfontosabb egyenlete a Schrödinger-egyenlet, mely megadja az összefüggést a hullámfüggvény és a rendszer adott állapotának összes energiája között.
A kvantumkémia az egyes atomok és molekulák alapállapotát, gerjesztett állapotát és átmeneti állapotát vizsgálja, melyek a kémiai reakciók közben jönnek létre. A vegyészek nagy mértékben támaszkodnak a spektroszkópiára, mellyel energiakvantáltságra vonatkozó információkat nyernek a molekuláris mérettartományban. Gyakori módszerek az infravörös spektroszkópia, a mágneses magrezonancia spektroszkópia, illetve a pásztázószondás mikroszkópia. A számításokban a kvantumkémia többek között félempirikus módszereket használ, melyek kvantummechanikai elveken alapulnak, illetve időfüggő problémákkal foglalkozik. A kvantumkémia főbb célkitűzései között van, hogy kisebb molekuláris rendszerek esetén növeljék a pontosságot, illetve hogy növeljék a feldolgozható molekulák méretét.

## Alkalmazása a kémia területein

### Szerves kémia
A szerves kémiában a kvantummechanikát a molekulák relatív stabilitásának becsléséhez, a köztitermékek tulajdonságainak kiszámításához, a kémiai reakciók mechanizmusainak felderítéséhez, illetve mágneses magrezonancia spektrumok analizálására és előrebecslésére használják.

### Szervetlen kémia
A szervetlen kémiában a ligandumtér elméletet (egy többé-kevésbé kvantummechanikai módszert) az átmenetifém-komplex ionok tulajdonságainak magyarázatához és előrebecsléséhez használják.

### Biokémia
A biokémiában a kvantummechanikai számításokat a biológiai molekulák konformációjának, szolvatációjának, illetve az enzim–szubsztrát illeszkedések vizsgálatához használják.

### Fizikai kémia
A fizikai kémiában a kvantummechanikát a gázok termodinamikai tulajdonságainak (pl. entrópia, hőkapacitás) kiszámításához; molekulaszínképek értelmezéséhez, mely által lehetővé válik a molekuláris tulajdonságok (pl. molekuláris geometria, a részecskék gátolt forgásának mértéke, a konformációs izomerek energiakülönbsége, dipólusmomentum) meghatározása; a molekuláris tulajdonságok elméleti számításaihoz; a kémiai reakciók átmeneti állapotában a részecskék tulajdonságainak kiszámításához, mely lehetővé teszi a reakciósebességi állandók előrebecslését; az intermolekuláris erők megértéséhez; illetve a szilárd anyagok kötéseinek vizsgálatához használják.

### Analitikai kémia
Az analitikai kémiában a kvantummechanikát a széles körben elterjedt spektroszkópiai vizsgálatok eredményeinek, a spektrumvonalak frekvenciájának és intenzitásának a teljeskörű értelmezéséhez használják.

### Anyagtudomány és nanokémia
Az anyagtudományban és a nanokémiában a kvantummechanika módszereivel határozzák meg a nanoanyagok tulajdonságait.

## Fordítás
Ez a szócikk részben vagy egészben  a   Quantum chemistry című angol Wikipédia-szócikk ezen változatának fordításán alapul.  Az eredeti cikk szerkesztőit annak laptörténete sorolja fel. Ez a jelzés csupán a megfogalmazás eredetét és a szerzői jogokat jelzi, nem szolgál a cikkben szereplő információk forrásmegjelöléseként.